# Островерх Анна Сергіївна
Анна Сергіївна Островерх (нар. 4 червня 1984, Суми) — фахівчиня у галузі фізичної електроніки, матеріалознавства, технології зеленого водню. Кандидат фізико-математичних наук (2013), доктор технічних наук (2021).

## Життєпис
Анна Островерх народилася 4 червня 1984 року у місті Суми. У 2006 році закінчила Сумський державний педагогічний університет імені А. С. Макаренка. З 2004 по 2008 рр. працювала у науково-дослідному відділі Сумського заводу електронних мікроскопів «Селмі», з 2009 по 2013 рр. — на науково виробничому підприємстві «Артикон» у місті Києві.
25 квітня 2013 року здобула наукову ступінь кандидата фізико-математичних наук, спеціальність: Фізична електроніка.
З 2014 по 2018 рр. працювала у головному університеті Чехії, Карловому університеті (Прага).
Від 2018 року працює в Інституті проблем матеріалознавства імені І. М. Францевича НАН України (Київ).
30 листопада 2021 року присуджено науковий ступінь доктора технічних наук.
З 3 грудня 2018 р. по 24 травня 2022 р. займала посаду старшого наукового співробітника Відділу структурної хімії твердого тіла Інституту проблем матеріалознавства.
З 24 травня 2022 року завідує лабораторією Відділу структурної хімії твердого тіла Інституту проблем матеріалознавства.

## Наукові інтереси
Технологія зеленого водню, воднева енергетика, декарбонізація, мас-спектрометрія, енергоефективність.

## Нагороди
У 2019 році стала учасницею Гранту НАН України дослідницьким лабораторіям/групам молодих вчених НАН України для проведення досліджень за пріоритетними напрямами розвитку науки і техніки на тему «Каталітичні явища в паливних комірках».
У 2020 році отримала Стипендію Президента України для молодих учених.
Фіналістка IV Української Премії L'Oréal-UNESCO «Для жінок у науці».

## Публікації
- Є. М. Островерх, І. О. Полішко, Д. М. Бродніковський, Л. Л. Коваленко, А. В. Самелюк, О. Д. Васильєв, А. С. Островерх Механічна поведінка та електрична провідність оксидно-цинкової кераміки. Успіхи матеріалознавства, #1, Київ: ІПМ ім. І. М. Францевича НАН України, 2020, C.46-54

- А. С. Островерх Науково-технологічні засади створення шаруватих композитів для паливної та електролізної комірок з полімерним електролітом та зниженим вмістом благородних металів. НАН України, Ін-т проблем матеріалознавства ім. І. М. Францевича. — Київ, 2021. — 40 с.

- А. С. Островерх Іонізація молекул глюкози, аскорбінової кислоти, аденіну, гуаніну та РОРОР електронним ударом. Нац. акад. наук України, Ін-т фізики. — К., 2012. — 18 с.